# Депортиво Мунисипал
„Депортиво Мунисипал“ (на испански: Deportivo Municipal) е професионален футболен отбор от Лима, Перу.
Създаден е в Лима под името „Олимпико Сан Луис“ на 27 юли 1935 г. Играе в перуанската Примера Дивисион. Той е петият най-успешен отбор в страната с 4 шампионски титли, всичките спечелени до 1950 г. Има и 3 титли на втора дивизия.

## История
Клубът е основан на 27 юли 1935 г. от 3 градски съветници с идеята кметството на Лима да има собствен отбор. Още през следващата година отборът започва участието си в Примера Дивисион, а успехите не закъсняват.
С първата си шампионска титла през 1938 г. „Депортиво Мунисипал“ поставя началото на златната си ера, продължила до средата на 20 век. Между 1940 и 1947 г. тимът не слиза по-ниско от второто място след шампионски титли през 1940 и 1943 г. и втори места през 1941, 1942, 1944, 1945, 1946 и 1947 г. С голяма заслуга за доброто представяне през 40-те години е триото, наречено Трите котенца (Tres Gatitos) – Роберто Драго, Максимо Москера и Луис Гусман. Златната ера завършва с титла през 1950 г. и едно второ място през 1951 г.
Въпреки липсата на значими успехи в годините след това, „Депортиво Мунисипал“ се представя сравнително стабилно до 1967 г., когато изпада. Още през следващата година обаче, не без помощта на новата си звезда Уго Сотил (по-късно продаден на Барселона), печели шампионата на втора дивизия и се връща в елита и остава там до 2000 г. През 2006 г. отново печели титлата във втора дивизия и се връща в първа, но след финансови затруднения и слаби игри веднага изпада в по-долната лига. След кратък престой в по-долните дивизии „Депортиво Мунисипал“ се връща във втора дивизия през 2012 г. и я печели за трети път 2 години по-късно и влиза в Примера Дивисион.

## Футболисти

### Известни бивши футболисти
- Джеферсон Фарфан
- Едуардо Маласкес
- Луис Гусман
- Максимо Москера
- Масакацу Сава
- Нолберто Солано
- Роберто Драго
- Сегундо Кастийо
- Сесар Куето
- Уго Сотил
- Франко Наваро
- Хорхе Сото
- Хосе Сото
- Хуан Семинарио

## Успехи
- Примера Дивисион:
  - Шампион (4): 1938, 1940, 1943, 1950
  - Вицешампион (8): 1941, 1942, 1944, 1945, 1946, 1947, 1951, 1981
- Сегунда Дивисион:
  - Шампион (3): 1968, 2006, 2014
  - Вицешампион (1): 2004
- Копа Перу:
  - Финалист (1): 2004
- Торнео Интермедио:
  - Носител (1): 1993
- Торнео Интермедио:
  - Носител (1): 1993
- Лига Департаментал де Лима:
  - Шампион (1): 2012
- Лига Провинсиал де Лима:
  - Шампион (1): 2012
- Лига Дистритал де Бреня:
  - Шампион (1): 2012
- Лига Дистритал де Серкадо де Лима:
  - Шампион (1): 2011

## Рекорди
- Най-голяма победа:
  - в национални турнири: 17:0 срещу Реал Брасинау, 17 април 2011 г. (Лига Дистритал де Серкадо де Лима)[2] и ФеделПеру, 7 април 2012 г. (Лига Дистритал де Бреня)[3]
  - в международни турнири: 4:0 срещу Емелек, 8 март 1948 г. (Копа де Кампеонес Судамериканос)
- Най-голяма загуба:
  - в национални турнири: 8:0 срещу Атлетико Чалако, 1953 г. (Примера Дивисион)
  - в международни турнири: 4:0 срещу Васко да Гама, 25 февруари 1948 г. (Копа де Кампеонес Судамериканос)